# Масакр у селу Залазје
Масакр у селу Залазје или злочин у селу Залазје представља ратни злочин над цивилима и заробљеницима српске националности у месту Залазје код Сребренице 1992. године.  Злочин се догодио на велики православни празник Петровдан 12. јула 1992. године када су припадници армије Републике Босне и Херцеговине под командом Насера Орића напали Залазје и оближње село Куњерац и убили 69 мештана (37 цивила и 32 ратна заробљеника).

## Масакр у селу Залазје
Село Залазје спаљено је и током Другог светског рата 1942. године када су муслимански фашисти интегрисани у усташке јединице убили 105 српских цивила, међу којима и 42-оје деце.
Настављајући етничко чишћење Срба започето у априлу 1992. године, припадници армије Републике Босне и Херцеговине под командом Насера Орића извршили су напад на српско село Залазје, као и оближња села Сасе и Куњерац.  Напад је почео у раним јутарњим часовима 12. јула 1992. док су мештани прослављали крсну славу Петровдан.  Масакрирано је 69 мештана, од чега је 22 заробљено и одведено у Сребреницу. Међу жртвама је било жена и старих, болесних особа.
Само неколико дана раније, муслиманске снаге из Сребренице су 5. јула 1992. извршиле напад на српска села Крњићи и Загони код Сребренице када је убијено 38 жена, стараца и деце српске националности, док је најмање пет жена силовано.  Седам дана касније, уследио је напад на Залазје, небрањено српско село које се спремало за празник. Међу жртвама злочина у Залазју је било четрнаест жена и троје деце. 
Старица Ђука Симић (65) мучена је па окрутно убијена пред својом кућом приликом напада муслиманских војника.  Констатовано јој је преко 16 прострелних и убодних рана.  Домаћица Рада Цвијетиновић (41) заробљена је, а потом сатима мучена и злостављана па масакрирана на кућном прагу.  Њено тело је пронађено у оближњем потоку.  У нападу на ово мало српско село, мучки је убијена и Достана Цвијетиновић (63) коју су муслимански војници најпре мучили а потом убили хладним оружјем, највероватније секиром.  Старац Срећко Спајић (64) је након стравичних тортура масакриран у сопственој кући.  У Залазју је убијен и Хрват Жељко Гиљевић (21), кога су као цивила заробили, мучили па убили припадници муслиманске војске. Девојка Рада Гвозденовић (17) усмрћена је са неколико метака, а њена бака Студенка, стара 92 године, усмрћена је ударцима маљем о главу.   
Сребреничка мајка Марија Јеремић је у нападу на Залазје остала без два сина и великог броја блиских рођака.  Једног сина је сахранила а посмртне остатке другог сина Марка никада није пронашла. Маркова лична карта је пронађена у кући Насера Орића у јулу 1995. године.
22-оје цивила је заробљено, мучено и убијено у Сребреници а тела њих десеторо су пронађена у масовној гробници 2010. године док се за дванаесторо још увек трага. На Залазју је стрељана и медицинска сестра Радивојка Рада Милановић (55), која је од почетка рата остала у Сребреници да помаже својим пацијентима.  Рада Милановић је најпре заробљена од стране наоружаних муслиманских војника - припадника тзв. Армије БиХ а потом затворена у логор где је била изложена незамисливим психичким и физичким тортурама.  Након тога је одведена на Залазје где је масакрирана заједно са другим заробљеницима.
У нападу на Залазје заробљен је, мучен па окрутно убијен судија Слободан Илић, који је имао 46 година.  Ненаоружан и свезан, Слободан је преживео страшне муке и тортуре и то лично од Насера Орића.  Ибран Мустафић је у својој књизи "Планирани хаос" пренео Орићеву исповест о убиству судије:
| „ | Кад смо, ону екипу заробљених Срба из затвора поново повели према Залазју и кад је почело клање, мени је допао Слободан Илић. Попео сам му се на прса... Гледао је у мене и није проговорио ни реч. Извадио сам бајонет и директно га ударио у једно око, па провртео. Није ни запомагао. После сам ударио у друго око... Нисам могао да верујем да не реагује. Искрено речено, тада сам се први пут уплашио, па сам га одмах преклао. | ” |

За злочин у селу Залазје пред Судом БиХ вођен је поступак против Насера Орића и Сабахудина Мухића који су другостепеном пресудом ослбођени кривице, наводно због недостатка доказа. Представници невладиних организација за заштиту људских права као и удружења жртава оштро су реаговали на неправду, оценивши ослобађајућу пресуду као политичку и пристрасну одлуку нарочито због чињенице што је судија Шабан Максумић учествовао у ратним операцијама против Срба.